# Државни пут 121
Пут 121 је државни пут IIА реда у северозападној Србији. Пут је у целости на подручју Војводине и оквиру области Срема.
Постојећи пут је целом дужином магистрални пут са две саобраћајне траке. По важећем просторном плану републике Србије није предвиђено унапређење датог пута у ауто-пут.

## Траса
| км |  |          | Деоница | Дужина | Везе | Коментар                      |
| -- |  | -------- | ------- | ------ | ---- | ----------------------------- |
| 0  |  | Сот      |         |        | 4199 | Илок, Хрватска                |
| 9  |  | Шид      | 2086    | 12,0   |      | Товарник, Хрватска            |
| 21 |  | Адашевци | 2087    | 9,0    |      | Загреб, Београд               |
| 48 |  | Јамена   |         | 27,0   |      | Црњелово, Босна и Херцеговина |